# Eutelephia aureopicta
Eutelephia aureopicta là một loài bướm đêm trong họ Noctuidae.